# Georg Plasa
Georg Plasa (né le 9 avril 1960 à Munich et mort le 10 juillet 2011  à la clinique Gemelli de Rome) est un pilote automobile de courses de côte allemand de Warngau (Nord de la Bavière).

## Biographie
Électricien de formation, membre actif de la Scuderia Magra (club automobile créé en 1971 à Munich) et licencié au club du lac de Tegern, il débute en compétition de montagne en 1982 sur BMW 2002; il décède peu après une violente sortie de route contre une falaise lors de la 50e édition de la Coppa Bruno Carotti de Rieti, 8e manche européenne, au volant d'une BMW 134 Judd V8.
Possédant une école de conduite sportive, il travailla également comme rédacteur pour le magazine Speedweek.

## Palmarès

### Titres
- Coupe d'Europe de la montagne de la FIA (FCUP - 4 titres consécutifs, record): 2006, 2007, 2008 et 2009, sur BMW 320 Judd (Gr. E1);
- Coupe d'Europe de la montagne de la FIA (FCUP) Région 1: 2008 (2e en 2009);
- Coupe d'Europe de la montagne de la FIA (FCUP) Région 2: 2008, et 2009 (dernière édition de la FCUP);
- Challenge international de la montagne de la FIA (FCHA): 2003 et 2004, sur BMW 320 Judd (Gr. E1);
- Champion d'Allemagne de la montagne: 1999, sur BMW 320 16V E36;
- Champion d'Allemagne de la montagne  de Division 2 groupe H ("H-Berg Cup"): 1996 et 1997, sur BMW 320 16V 2.0;
- Champion d'Allemagne de la montagne  de Division 3 groupe H ("H-Berg Cup"): 2002, sur BMW 320 Judd V8;
- Champion d'Allemagne ("Trophée de la montagne") de catégorie Touring Wagen (tourisme): 1997, sur BMW 320 16V 2.0;
- Coupe Alpes-Danube, à plusieurs reprises.

## Records d'ascensions notables (tourisme)
- 2009: Rechberg (Grand Prix d'Autriche);
- 2011: Trier;
- 2011: Ecce homo;

## Victoire notable
- 2005: Course de côte Saint-Ursanne - Les Rangiers.